# The Regent Berlin

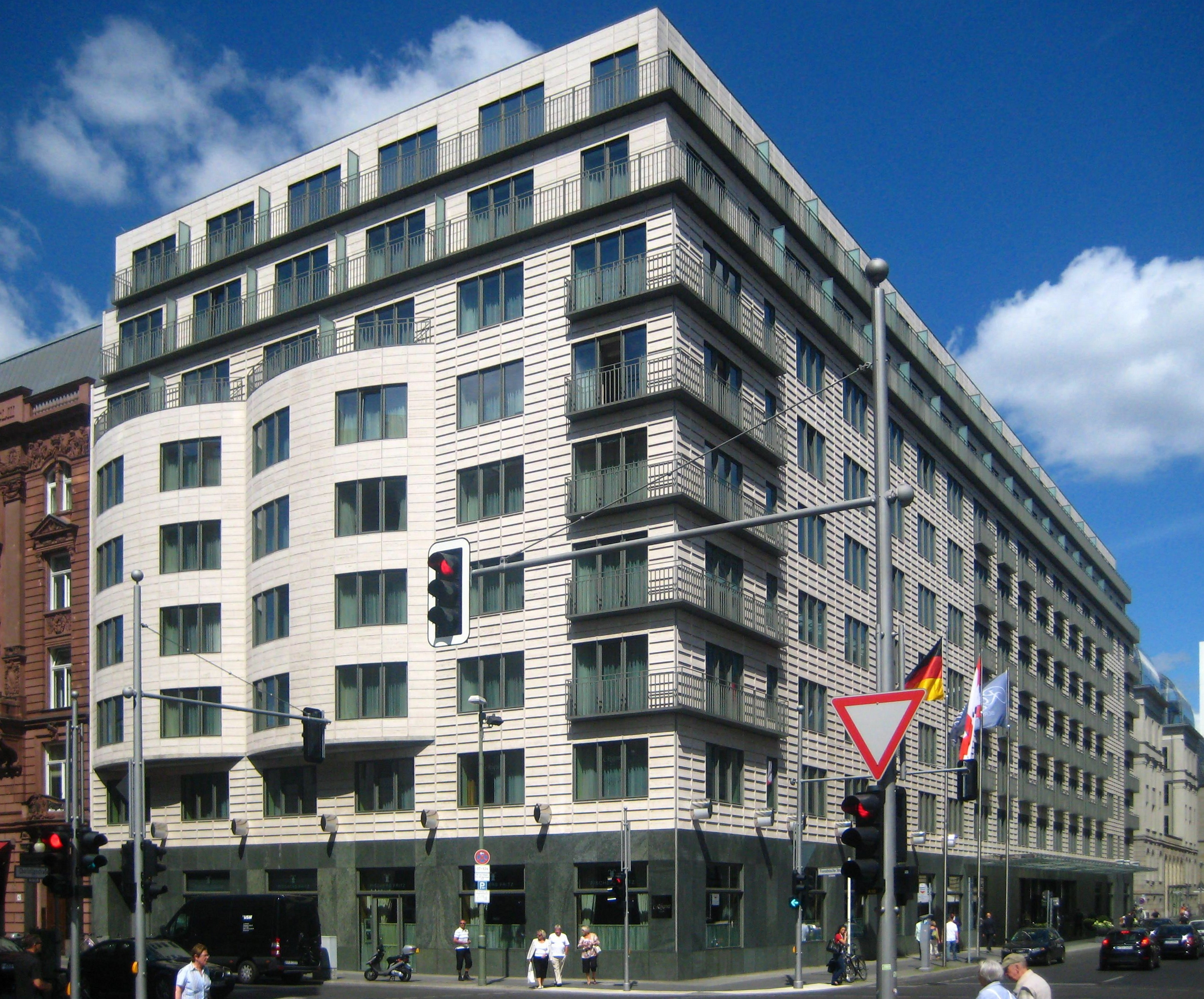
Regent Berlin am Gendarmenmarkt

Das Regent Berlin (bis 2004 Four Seasons Berlin) ist ein 5-Sterne-Hotel im Berliner Ortsteil Mitte am Gendarmenmarkt. Das Gebäude wurde von dem Architekten Josef Paul Kleihues geplant und im Stil der Kritischen Rekonstruktion entworfen. Es liegt in der Charlottenstraße 49, zwischen der Behren- und der Französischen Straße.

## Entstehung und Geschichte
Das Gebäude wurde von 1993 bis 1996 mit der Four Seasons Gruppe als Bauherr erstellt; Architekten war das Büro Josef Paul Kleihues. Der Bau gilt als Paradebeispiel für die Architekturauffassung Hans Stimmanns, des ehemaligen Direktors für Bauangelegenheiten des Berliner Senats.
Das Hotel hat 156 Zimmer mit französischem Balkon, davon 39 Suiten; Die Nutzfläche beträgt 28.000 m². Für die Fassade wurde Travertin verwendet. Die Traufhöhe orientiert sich an den umliegenden Gebäuden. Die Baukosten betrugen 150 Millionen Euro. 
Ab 2004 wurde das Hotel von der Rezidor Hotel Gruppe unter dem Namen The Regent Berlin betrieben. Seit 2011 gehört das Regent Berlin zur Formosa Hotel Gruppe.
Das Restaurant Fischers Fritz wurde 2007–2017 unter Christian Lohse mit zwei Michelinsternen ausgezeichnet.
Im März 2016 strahlte das rbb Fernsehen über das Regent Berlin die zweiteilige Dokumentation Fünf Sterne für Berlin – Ein Jahr im Luxushotel aus. 
2022 wurde es mit dem World Travel Award ausgezeichnet.
Ende 2024 wurde das Regent Berlin geschlossen, als der Mietvertrag nach 20 Jahren ablief. Der US-Investor Blackstone, dem die Immobilie gehört, prüfe die Optionen, wie es nach der Renovierung weitergenutzt wird.